# Протокол Ньюмана — Стабблбайна

## Протокол Ньюмана-Стабблбайна
Протокол Ньюмана — Стабблбайна — симметричный протокол аутентификации и обмена ключами с использованием доверенной стороны. Является усовершенствованной версией протокола Yahalom.  Особенностью протокола является отсутствие необходимости синхронизации часов у сторон, а также возможность повторной аутентификации без использования промежуточной стороны.

## История
Криптографический протокол Ньюмана-Стабблбайна для удостоверения подписи и обмена ключами был впервые опубликован в 1993 году. Протокол является модификацией протокола Yahalom и разработан в Массачусетском технологическом институте (MIT) Клифордом Ньюманом и Стюартом Стабблбаном.

## Описание протокола

Взаимодействие участников в протоколе Ньюмана-Стабблбайна

### Описание
Алиса и Боб хотят безопасно обмениваться сообщениями, находясь на различных концах сети. Предполагается, что каждому пользователю Трент выделяет отдельный секретный ключ, и перед началом работы протокола все ключи уже находятся у пользователей.
Алиса отправляет Бобу сообщение, содержащее идентификатор Алисы и некоторое случайное число Алисы:
1. {\displaystyle Alice\to \left\{A,R_{A}\right\}\to Bob}

Боб объединяет идентификатор Алисы, ее случайное число и метку времени, шифрует сообщение общим с Трентом ключом и посылает его Тренту, добавив свой идентификатор и случайное число Боба:
2. {\displaystyle Bob\to \left\{B,R_{B},E_{B}\left(A,R_{A},T_{B}\right)\right\}\to Trent}
Трент генерирует сеансовый ключ {\displaystyle K}, а затем создает два сообщения. Первое включает идентификатор Боба, случайное число Алисы, случайный сеансовый ключ, метку времени и шифруется общим для Трента и Алисы ключом. Второе состоит из идентификатора Алисы, сеансового ключа, метки времени и шифруется общим для Трента и Боба ключом. Трент добавляет к ним случайное число Боба и отправляет Алисе:
3. {\displaystyle Trent\to \left\{E_{A}\left(B,R_{A},K,T_{B}\right),E_{B}\left(A,K,T_{B}\right),R_{B}\right\}\to Alice}
Алиса извлекает {\displaystyle K} и убеждается, что {\displaystyle R_{A}} совпадает с тем, что было послано на этапе 1. Алиса отправляет Бобу два сообщения. Первое - это второе сообщение от Трента, зашифрованное ключом Боба. Второе - это случайное число Боба, зашифрованное сеансовым ключом.
4. {\displaystyle Alice\to \left\{E_{B}\left(A,K,T_{B}\right),E_{K}\left(R_{B}\right)\right\}\to Bob}
Боб расшифровывает сообщение своим ключом и убеждается, что значения {\displaystyle T_{B}} и {\displaystyle R_{B}} не изменились.
Если оба случайных числа и метка времени совпадают, то Алиса и Боб убеждаются в подлинности друг друга и получают секретный ключ. Нет необходимости синхронизировать часы, так как метка времени определяется только по часам Боба и только Боб проверяет созданную им метку времени.

### Проверка подлинности
Протокол обладает возможностью повторной аутентификации сторон без использования промежуточной стороны, но с использованием новых случайных чисел:
Алиса отправляет Бобу сообщение, присланное Трентом на этапе 3 и новое случайное число:
1. {\displaystyle Alice\to \left\{E_{B}\left(A,K,T_{B}\right),R'_{A}\right\}\to Bob}

Боб отправляет Алисе свое новое случайное число и случайное число Алисы, шифруя их сеансовым ключом:
2. {\displaystyle Bob\to \left\{R'_{B},E_{K}\left(R'_{A}\right)\right\}\to Alice}
Алиса отправляет Бобу его новое случайное число, зашифрованное сеансовым ключом:
3. {\displaystyle Alice\to \left\{E_{K}\left(R'_{B}\right)\right\}\to Bob}
Использование новых случайных чисел {\displaystyle R'_{A}} и {\displaystyle R'_{B}} защищает от атаки с повторной передачей.

## Атаки на протокол

### Атака на проверку подлинности
{\displaystyle I} (от англ. Intruder) - злоумышленник.
1. {\displaystyle I(Alice)\to \left\{E_{B}\left(A,K,T_{B}\right),R'_{A}\right\}\to Bob}
2. {\displaystyle Bob\to \left\{R'_{B},E_{K}\left(R'_{A}\right)\right\}\to I(Alice)}
3. {\displaystyle I(Alice)\to \left\{E_{B}\left(A,K,T_{B}\right),R'_{B}\right\}\to Bob}
4. {\displaystyle Bob\to \left\{R'_{B},E_{K}\left(R'_{B}\right)\right\}\to I(Alice)}
5. {\displaystyle I(Alice)\to \left\{E_{K}\left(R'_{B}\right)\right\}\to Bob}

### Атака на основе открытых текстов
1. {\displaystyle I(Bob)\to \left\{B,R_{B},E_{B}\left(A,K_{0},T_{B}\right)\right\}\to Trent}
2. {\displaystyle Trent\to \left\{E_{A}\left(B,R_{A},K_{1},T_{B}\right),E_{B}\left(A,K_{1},T_{B}\right),R_{B}\right\}\to I(Alice)}
3. {\displaystyle I(Bob)\to \left\{B,R_{B},E_{B}\left(A,K_{1},T_{B}\right)\right\}\to Trent}
4. {\displaystyle Trent\to \left\{E_{A}\left(B,R_{A},K_{2},T_{B}\right),E_{B}\left(A,K_{2},T_{B}\right),R_{B}\right\}\to I(Alice)} и т.д.

В этой атаке злоумышленник может получить столько шифров {\displaystyle E_{B}\left(A,K_{i},T_{B}\right)}, сколько необходимо для начала атаки на основе открытых текстов.